# Carrefour de l'Arbre
Het Carrefour de l'Arbre is een kasseistrook in Noord-Frankrijk in de gemeenten Camphin-en-Pévèle, Baisieux-Sin en Gruson, bekend van de wielerklassieker Parijs-Roubaix.
Het Carrefour de l'Arbre, vrij vertaald het kruispunt van de boom, is met zijn lengte van 2,1 km en de slechte staat van het wegdek een van de zwaarste kasseistroken in de wedstrijd. Samen met de kasseistroken van Pevelenberg en het Bos van Wallers-Arenberg is het de enige strook met de hoogste quotering van vijf sterren. Doordat het Carrefour de l'Arbre doorgaans de laatste zware kasseistrook is, op slechts 15 kilometer van de aankomst in de Vélodrome André Pétrieux van Roubaix, werd op deze strook meermaals de winnaar van de Helleklassieker beslist. Langs de strook is er een bekend café-restaurant, L'auberge de l'Arbre.
In 2014 werd de Carrefour de l'Arbre opgenomen in vijfde etappe van de Ronde van Frankrijk.

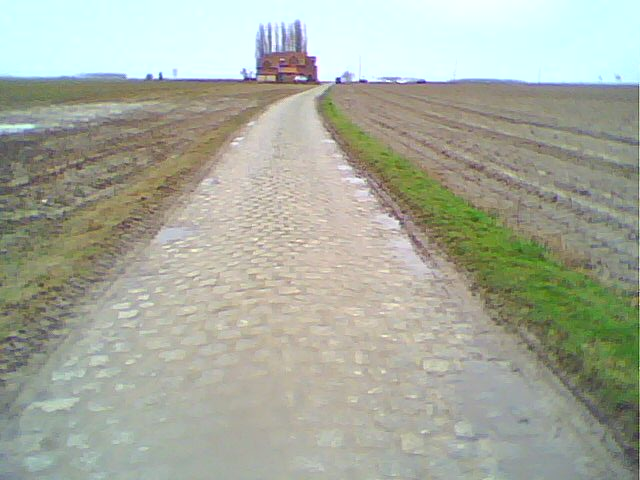
Het tweede deel van het Carrefour de l'Arbre (2008)

27: Troisvilles à Inchy · 
26: Viesly à Quiévy · 
25: Quiévy à Saint-Python · 
24: Saint-Python · 
23: Vertain à Saint-Martin-sur-Écaillon · 
22: Capelle-sur-Écaillon à Ruesnes · 
21: Aulnoy-lez-Valenciennes - Famars · 
20: Famars à Quérénaing · 
19: Quérénaing à Maing · 
18: Maing à Monchaux-sur-Écaillon · 
17: Haveluy à Wallers · 
16: Bos van Wallers-Arenberg · 
15: Millonfosse à Bousignies · 
14: Brillon à Tilloy-lez-Marchiennes · 
14: Tilloy à Sars-et-Rosières · 
13: Beuvry-la-Forêt à Orchies · 
12: Orchies · 
11: Auchy-lez-Orchies à Bersée · 
11: Mons-en-Pévèle · 
10: Mérignies à Avelin · 
9: Pont-Thibaut à Ennevelin · 
8: Templeuve - L'Épinette · 
8: Templeuve – Moulin-de-Vertain · 
7: Cysoing à Bourghelles · 
6: Bourghelles à Wannehain · 
5: Camphin-en-Pévèle · 
4: Carrefour de l'Arbre · 
3: Gruson · 
2: Willems à Hem · 
1: Roubaix